# Gabriel Cousens
Gabriel Cousens, född 1943, är en holistisk läkare, författare och föreläsare. Han har skrivit ett antal böcker om levande föda med ett andligt fokus, och grundade under tidigt 1990-tal "The Tree of Life center", i den lilla staden Patagonia i Arizona i sydvästra USA. Han har föreläst i ett antal länder, bland annat USA, Kanada, Tyskland, Polen, Marocko, Nigeria och Egypten, om att förebygga och behandla diabetes. Han är medgrundare till WARES (West African Rural Health Empowerment Society), och har startat upp hälso- och diabetespreventions-program, barnhem och skolor i 13 länder, där (2020) över 1 200 barn serveras vegansk mat varje vecka.
På "Cousen's school of Holistic wellness" erbjuds bland annat kurser i vegansk levande föda och veganskt jordbruk. Han har också grundat "Tree of life foundation", en stiftelse, som nu (2020) har etablerat 32 olika center runtom i världen.